# Screaming Life/Fopp
Albums de Soundgarden
Louder Than Love Badmotorfinger
Screaming Life/Fopp est une compilation du groupe de grunge Soundgarden reprenant les EP Screaming Life et Fopp.

## Liste des pistes
1. "Hunted Down" (Chris Cornell, Kim Thayil) – 2 min 42 s
2. "Entering" (Cornell, Kim Thayil) – 4 min 36 s
3. "Tears to Forget" (Hiro Yamamoto, Thayil) – 2 min
4. "Nothing to Say" (Cornell, Thayil) – 4 min
5. "Little Joe" (Cornell, Thayil) – 4 min 31 s
6. "Hand of God" (Cornell, Thayil) – 4 min 27 s
7. "Kingdom of Come" – 2 min 35 s
8. "Swallow My Pride" (Green River) – 2 min 18 s
9. "Fopp" (Ohio Players) – 3 min 37 s
10. "Fopp (Dub)" (Cornell) – 6 min 25 s